# Cuisine bissaoguinéenne
La cuisine bissau-guinéenne est un mélange de plats généralement répandus en Afrique de l’Ouest tel que le maffé (appelé localement « caldo de mancarra ») ou le riz à la sauce d’huile de palme, et de plats/desserts portugais et populaires dans les pays lusophones (ex: feijoada, bacalhau com natas ,pudim, bulo de bolacha..). Le riz est un aliment de base du régime alimentaire des habitants près de la côte et le mil un aliment de base à l'intérieur du pays. Une grande partie du riz est importé et l'insécurité alimentaire est un problème en grande partie en raison des coups d'État, de la corruption et de l'inflation Les noix de cajou sont cultivées pour l'exportation. Les noix de coco, noix de palme et les olives y sont aussi cultivées.
Les poissons, crustacés, fruits et légumes sont couramment consommés avec des céréales, du lait, lait caillé et le petit lait. Les portugais ont encouragé la production d'arachide. L'huile de palme, les pois bambara (voandzou) et Macrotyloma geocarpum sont aussi cultivés. La cornille fait également partie de l'alimentation.
Les plats habituels incluent les soupes et les ragoûts. Les ingrédients communs comprennent l'igname, la patate douce, le manioc, l'oignon, la tomate et la banane plantain. Les épices, poivrons et piments sont utilisés dans la cuisine tout comme la maniguette (poivre de Guinée ou graine du paradis).

## Plats
- Couscous au millet
- Caldo de Chebem
- Caldo de mancarra
- Poisson séché
- Thé vert
- Yassa
- Cafriela de frango (poulet grillé épicé)
- Fait
- Fidjos

## Source
- (en) Cet article est partiellement ou en totalité issu de l’article de Wikipédia en anglais intitulé « Cuisine of Guinea-Bissau » (voir la liste des auteurs).